# ربو هش
الربو الهش هو نوع من الربو يمكن تمييزه عن الأشكال الأخرى عن طريق نوبات حادة متكررة., هناك نوعان فرعيان حسب الأعراض: النوع 1 والنوع 2، اعتمادًا على ثبات المريض أقصى سرعة انتهاء الصلاحية، أو ذروة معدل التدفق الزفيري (PEFR). يتميز النوع 1 بالتغير المستمر والمزمن لـ PEFR، بينما يتميز النوع 2 بسقوط مفاجئ لا يمكن التنبؤ به في PEFR حيث يتم التحكم في أعراض الربو بشكل جيد ولا تكون وظيفة الرئتين ضعيفة بشكل كبير.
الربو الهش هو أحد الأنواع الفرعية «غير المستقرة» من «الربو الصعب»، وهو مصطلح يستخدم لوصف أقل من 5% من حالات الربو التي لا تستجيب للعلاج الأقصى المستنشق، ومنها جرعات عالية من الستيرويدات القشرية مجتمعة مع علاجات إضافية مثل طويلة منبهات بيتا -2.

## التشخيص

### الأنواع
يميز كتاب أكسفورد للطب لعام 2005 بين الربو الهش من النوع الأول من خلال "التباين الفوضوي اليومي المستمر في ذروة التدفق (عادة أكبر من 40 في المائة من التباين النهاري في PEFR بأكثر من 50 في المائة من الوقت)" في حين يتم التعرف على النوع 2 ب "متقطع" السقوط المفاجئ في PEFR على خلفية من الربو عادة ما يتم السيطرة عليها بشكل جيد مع وظائف الرئة العادية أو القريبة ". في كلا النوعين، يتعرض المرضى لهجمات شديدة متكررة. الأعراض الرئيسية لنوبة الربو هي ضيق التنفس (ضيق التنفس)، والصفير، وضيق الصدر. الأفراد المصابون بالنوع الأول يعانون من نوبات مزمنة على الرغم من استمرار العلاج الطبي، في حين أن المصابين بالنوع الثاني يعانون من نوبات مفاجئة وحادة وحتى تهدد حياتهم على الرغم من خلاف ذلك، يبدو أن الربو قد تم إدارته جيدًا.